# 賴蘭 (阿拉巴馬州)
賴蘭（英語：Ryland）是一個位於美國阿拉巴馬州麥迪遜縣的非建制地區。該地的面積和人口皆未知。

## 地理
賴蘭的座標為34°46′11″N 86°28′51″W / 34.76972°N 86.48083°W，而該地的平均海拔高度為215米（即705英尺）。